# Kata'ib al-Khoul
Kata'ib al-Khoul är en islamistgrupp i Nordossetien, som i november 2008 tog på sig ansvaret för mordet på Vladikavkaz borgmästare Vitalij Karajev.
När Karajevs företrädare Kazbek Pagijev mördades, på nyårsafton 2008, så riktades misstankarna åter mot Kata'ib al-Khoul.